# Giao hưởng số 45 (Haydn)
Giao hưởng số 45 cung Fa thăng thứ hay còn gọi là Giao hưởng từ biệt (tiếng Đức: Abschieds-Symphonie) là bản giao hưởng được nhà soạn nhạc người Áo Joseph Haydn viết vào năm 1772. Bản giao hưởng này được đánh giá là bản giao hưởng kỳ lạ nhất trong lịch sử âm nhạc. Nó được trình diễn như sau: Thính phòng tối om, nhạc trưởng và mỗi nhạc công thắp một ngọn nến để trước mặt tượng trưng cho sự sống của bản thân. Khác với nhiều bản giao hưởng của chính Haydn và của thời kỳ âm nhạc Cổ điển, thời đại mà ông đang sống, bản này gồm có 5 chương. Khi đến chương thứ 5 ai chơi xong thì phải tắt cây nến của mình rồi đi vào hậu trường, cuối cùng chỉ còn 2 cây violin chơi những nốt nhạc cuối cùng rồi cũng tắt nến ra đi. Bản giao hưởng kết thúc, nhạc trưởng tắt cây nến cuối cùng trên giá của mình rồi biến mất. Cả thính phòng tối om và im phăng phắc. Lần đầu tiên công diễn, tác phẩm đã khiến khán giả vừa khóc vừa đồng loạt đứng dây khi nó kết thúc kiểu đó, vì tất cả đều cảm nhận được ý nghĩa mà Haydn muốn gửi đến chúng ta: Triết lý sống và chết của con người trên đời.